# チャールズ＝アンドレアス・ブリム
Traitor= チャールズ＝アンドレアス・ブリム（Charles-Andréas Brym、1998年8月8日 - ）は、フランス・コロンブ出身のフランス系カナダ人サッカー選手。アルメレ・シティFC所属。ポジションはFW。カナダ代表。

## クラブ経歴
2018年7月4日、リーグ・アンのLOSCリールへ移籍し、Bチームへ登録されることとなった。
2019年7月20日、2019-20シーズンはベレネンセスSADへレンタル移籍することが決定した。
2020年7月19日、ベルギーのロイヤル・エクセル・ムスクロンへ1シーズンの間レンタル移籍をした。
2021年8月29日、エールステ・ディヴィジのFCアイントホーフェンへ移籍し、1年契約を結んだ。
2022年5月31日、3年契約でスパルタ・ロッテルダムへ移籍することが発表された。しかし、同年8月29日、2022-23シーズンは古巣FCアイントホーフェンへレンタル移籍することが決定した。
2025年1月、アルメレ・シティFCに移籍した。

## 代表経歴
2020年1月、同月の親善試合2試合を戦うカナダ代表へ初招集された。同年1月7日、バルバドス代表戦でフル代表での初キャップを刻んだ。また、1月11日に行われたバルバドス代表との再戦ではフル代表初ゴールを挙げている。